# Jacob B. Bull

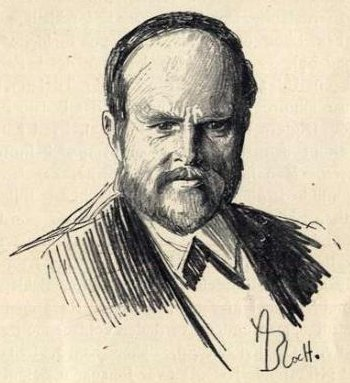
Jacob B. Bull. Zeichnung von Andreas Bloch

Jacob B. Bull, Jacob Breda Bull, (* 28. März 1853 in Rendalen, Hedmark; † 7. Januar 1930 in Kopenhagen) war ein norwegischer Autor.

## Biografie
Seine Eltern waren der Pfarrer Mathias Bull (1815–1876) und dessen Frau Henriette Margrethe Breda (1817–1887). In erster Ehe heiratete er 29. Dezember 1876 in Kristiania Gunvor Sofie Rytterager (10. April 1843–23. Januar 1882), Tochter des Großgrundbesitzers Johannes Olsen Rytterager (1816–1903) und dessen Frau Jakobine Laurentze Marie Hoffeldt (1818–1845). In zweiter Ehe heiratete er am 9. Januar 1883 in Stockholm Anna Maria Augusta Berglöf (15. Juli 1854–11. März 1922), Tochter des Fabrikbesitzers August Th. Berglöf und dessen Frau Maria Charlotta Hesselgreen.
Bull wuchs auf dem Pfarrhof in Øvre-Rendal auf. Die Nähe zur Natur prägte seine spätere Dichtung. Das Vaterhaus war von Kulturoffenheit und Toleranz geprägt. Er hielt mehrere Zeitungen und diskutierte auch gerne über Politik. Im Elternhaus wurden Musik und Gesang gepflegt. Er beherrschte bald mehrere Instrumente und erwog, Musik zu studieren. Auch die Mutter hatte mit ihrem lebensfrohen Christentum und der Fürsorge für die Armen großen Einfluss auf ihn. Als Jugendlicher saß er oft bei den Knechten und hörte ihre Geschichten, die er später in seinen Werken verarbeitete. Über sein Kindermädchen Marit schrieb er später eine Kurzgeschichte. Sie begleitete kritisch die Entwicklung seines norwegischen Stils, entdeckte seine Begabungen, förderte seine Phantasie und riet ihm zu studieren.
Mit 15 Jahren zog er nach Kristiania auf die dortige Lateinschule. Er lernte die klassischen Sprachen und Englisch. Er hatte großes Interesse an Belletristik und kannte seine Klassiker. 1872 bestand Bull das Examen artium, studierte danach Theologie und bestand 1876 die Abschlussprüfung. Er wurde aber nie Geistlicher. Seine offene, freisinnige Auffassung vom Christentum passte nicht in die damalige orthodoxe Theologie der Fakultät. Er begann vielmehr als Journalist, gründete 1878 die Zeitung Dagen, wechselte aber bald zum humoristischen Fach über und gründete die Zeitschrift Krydseren, die 1879 bis 1885 erschien. Dort waren seine Parodien besonders beliebt. Danach kaufte er Folkebladet, wo er viele seiner Kurzgeschichten und Gedichte veröffentlichte.
Später ließ er sich in Kopenhagen nieder, besuchte aber so oft wie möglich sein Heimattal. Ein Stadtmensch wurde er nie.
Er lebte in der Zeit beginnender Industrialisierung und erlebte seinen literarischen Durchbruch in der Neuromantik. Er war in den ethischen Werten der alten Bauerngesellschaft verankert. Gleichzeitig stand er skeptisch bis ablehnend manchen zentralen Gedanken und Ideen seiner Zeit gegenüber, die den Glauben an die Schöpfung der Natur durch Gott verworfen hatten. Sein ganzes Leben hindurch kämpfte er gegen diese Ideen. Er stellte sich gegen die Schlussfolgerungen des Darwinismus. Aber er war stark beeinflusst von der liberalen Theologie, die Jesus als Wegweiser und die Liebe als zentralen Wert ansah. Großen Wert legte er auf die menschliche Vernunft. Eine lebenslange Freundschaft mit Bjørnstjerne Bjørnson wirkte in die gleiche Richtung. Seine Lebensanschauung brachte er 1907 in dem Schauspiel in Versform Veslefrikk zum Ausdruck.
Er reiste viel und hatte dauernd finanzielle Probleme. Ein Teil seiner Texte waren schnell hingeworfen und bekamen schlechte Kritiken. Er stand bei den Kritikern der Zeit nicht hoch im Kurs. Das war zum Teil auf die unterschiedliche Qualität zurückzuführen, zum Teil aber auch auf seine Weltanschauung, die dem Zeitgeist diametral zuwiderlief, und auf seine vereinfachende, extreme und unversöhnliche Botschaft, die er in seinen polemischen Gegenwartsromanen und Schauspielen zum Ausdruck brachte. Nur seine Schilderungen über das Leben des Volkes wurden durchgängig positiv aufgenommen. Trotz der schlechten Kritiken wurden seine Werke in großen Auflagen verkauft. Sein Debüt war die Novelle Paa Grænsen (Auf der Grenze), die 1879 in Morgenbladet gedruckt wurde. Sie war deutlich von Bjørnson beeinflusst. Eine gewisse Aufmerksamkeit konnte er mit seinen gesellschaftskritischen Stücken Uden Ansvar und Alvorsmænd erzielen. Aber seinen Platz in der norwegischen Literatur sicherte er sich durch seine Kurzerzählungen mit der Schilderung der Natur von Rendalen, Skizzen, Märchen und Geschichten, zum Beispiel Fra skog og fjeld, Mellem fjeldene (Zwischen den Bergen) und Folk fra dalen. Seine Schilderungen von Natur und Menschen sind von der Romantik geprägt, haben aber auch eine gesellschaftskritische Note, wenn sie sich beispielsweise der Unterschiede zwischen Arm und Reich annehmen. Er steckte viel Arbeit in sein Siedlungsbuch über Rendalen. Die ersten beiden Bände gab er selbst heraus, den dritten vollendete 1940 sein Sohn Hjalmar und eine Kommission der Gemeinde Rendalen.
Ein Jahr vor seinem Tode stellte er noch den gesellschaftskritischen Roman En høvding fertig, der sich mit der Arbeiterbewegung befasste.
1900–1903 war Bull Vorsitzender des Norwegischen Schriftstellerverbandes. 1911 wurde er Ritter 1. Klasse des St.-Olavs-Ordens.
Seine zweite Ehefrau und auch er selbst wurden in einem Grab bei Lommesjøen in Ytre Rendal bestattet. Der alte Pfarrhof, in dem er seine Kindheit verbrachte, ist seit 1964 ein kommunales Bull-Museum.

## Werke (Auswahl)
- Uden Ansvar (Ohne Verantwortung/Verpflichtung). Schauspiel, 1890
- Alvorsmænd. (Besonnene Menschen), Schauspiel, 1891
- Skisser. (Skizzen) 1891
- Eventyr og historier. (Märchen und Geschichten) 1892
- Af Norges frihedssaga. (von der norwegischen Freiheitsgeschichte). Gedicht, 1893.
- Fra skog og fjeld. (Von Wald und Berg) 1894
- Mellem fjeldene (Zwischen Bergen) 1895
- Folk fra dalen. (Das Volk vom Tal) 1897
- Bondeoprøret. (Bauernaufstand) 1900
- Dyveke i Norge. (Dyveke in Norwegen) 1901
- Tordenskjold. (Gewitter) Schauspiel, 1901
- Dyveke i Danmark, (Dyveke in Dänemark)1902
- Fonnaasfolket. (Die Leute von Fonnås), 1902
- Fra fru Ingers tid. (Aus Frau Ingers zeit) Kopenhagen 1902
- Jomfruerne på Østraat. (Die Jungfrauen zu Østråt) Kopenhagen 1903
- Kong Kristjern Tyran. (Der Tyrann König Christian) 1904
- Christian Frederik Norges konge. (Christian Frederik, der norwegische König), Schauspiel, 1905
- Eline Vangen, Kopenhagen 1906
- Fjeldkraker og skogstrold. (Felsenkrach und Waldtroll, Jugenderzählungen), Kopenhagen 1906
- Veslefrikk. (Märchenschauspiel), 1907
- Østerdalskongen. (Der König von Østerdalen) Kopenhagen 1907
- Glomdalsbruden. (Die Braut von Glåmdal) 1908
- Hans Nielsen Hauge. 1908
- Jagthistorier. (Jagdgeschichten) 1908
- Ole Pedersen Høyland, 1910
- Livets triumf. (Triumph des Lebens) 1911
- Lys hævn. (Lichte/heitere Rache) 1913
- Præstens søn. (Der Sohn des Pfarrers) 1915
- Den nye Gud. (Der neue Gott) 1917
- Rendalen, dens historie og bebyggelse (Rendal, seine Geschichte und Besiedlung) Bd. 1, 1916, Bd. 2, 1919, Bd. 3 (Vollendet von Hjalmar Bull), 1940
- Den store kjærlighet. (Die große Liebe) 1923
- Hr. Samuel, 1920
- Hr. Samuels rige, 1922
- Jørund Smed, 1924
- Thordis Eikaberg, 1925
- Viddens herrer. (Die Herren von Vidden) 1927
- Ættens øde. (Die Einöde des Geschlechts) 1928
- En høvding. (Ein Häuptling) 1929
- Fjeld-ljom. (Felsen-Echo) Gedicht, 1929